# Vanessa Morgan
Vanessa Morgan Mziray (ur. 23 marca 1992 w Ottawie) – kanadyjska aktorka, piosenkarka
Znana głównie z roli Amandy w serialu Najnowsze wydanie z telewizji the Family Channel (w polskiej wersji zdubbingowana przez Sonię Szafrańską). Nagrała do niej dwie piosenki: Cinderella i Stand up. Także w oryginalnej wersji śpiewa czołówkową piosenkę. Vanessa Morgan jest również gospodarzem programu Pinoy Fear Factor wraz z Ryanem Agoncillo.

## Filmografia
- Najnowsze wydanie (The Latest Buzz, 2008) – Amanda
- A Diva's Christmas Carol (2000) – Young Ebony
- Harriet szpieguje: Wojna blogów (2010) – Marion
- Moja niania jest wampirem (2011) – Sarah Fox
- Wymarzony luzer (2011) – Hannah
- Nadzdolni (2012) – Vanessa LaFontaine
- Finding Carter (2014) – Bird
- Kroniki Shannary (2017) — Lyria
- Riverdale (2017) – Toni Topaz